# Argininossuccinato
Argininossuccinato é um aminoácido essencial urinário que formado pela condensação do amino do aspartato e do grupo de ureido citrulina.
Em excesso eles causam males de retardamento mental. Eles são aminoácidos essenciais e neutros.